# Pelecopsis punctilineata
Pelecopsis punctilineata är en spindelart som beskrevs av Holm 1964. Pelecopsis punctilineata ingår i släktet Pelecopsis och familjen täckvävarspindlar. Inga underarter finns listade i Catalogue of Life.